# 509-та змішана група
509-та Змішана Група (англ. 509th Composite Group) — бойовий авіаційний підрозділ ВПС Армії США в часі Другої світової війни, який виконав ядерне бомбардування Японії в серпні 1945 року.
Після війни групу переформовали у 509-ту операційну групу 509-ї авіакрила 20-ї авіаційної армії ВПС США, але розпустили у 1952 році.
У 1993 роках підрозділ було відновлено в складі 8-ї армії, для проведення тренувальних операцій на бомбардувальниках В-2 «Дух».

## Історія
509-та Змішана Група була сформована 9 грудня 1944 року і приступила до виконання службових обов'язків 17 грудня 1944 року на авіабазі Вендовер штату Юта під командуванням полковника Армії США Пола Тіббетса. На Тіббетса покладалося завдання організувати ефективну команду, яка б була готова провести ядерні удари з повітря по цілях в Німеччині і Японії. Оскільки серед літаків групи були не лише бомбардувальники, але й транспортні літаки, вона отримала назву «змішаної», а не «бомбардувальної».

## Літаки
| AAF серійний номер  | ID | Ім'я           | Екіпаж | Командир літака       | Поступив на службу | Прибув до Тінінану | Хвостовий код  |
| B-29-36-MO 44-27296 | 84 | Some Punkins   | B-7    | Кап. Джеймс Прайс     | 19 березня 1945    | 14 червня 1945     | Велика A       |
| B-29-36-MO 44-27297 | 77 | Bockscar       | C-13   | Кап. Фредерік Бок     | 19 березня 1945    | 17 червня 1945     | N в трикутнику |
| B-29-36-MO 44-27298 | 83 | Фулл Хаус      | A-1    | Май. Ральф Тейлор     | 20 березня 1945    | 17 червня 1945     | P в квадраті   |
| B-29-36-MO 44-27299 | 86 | Next Objective | A-3    | Кап. Ральф Девор      | 20 березня 1945    | 17 червня 1945     | N в трикутнику |
| B-29-36-MO 44-27300 | 73 | Strange Cargo  | A-4    | Кап. Джосеф Вестовер  | 2 квітня 1945      | 11 червня 1945     | Велика A       |
| B-29-36-MO 44-27301 | 85 | Стрейт флаш    | C-11   | Май. Клод Ізерлі      | 2 квітня 1945      | 14 червня 1945     | N в трикутнику |
| B-29-36-MO 44-27302 | 72 | Топ Сікрет     | B-8    | Кап. Чарльз МакНайт   | 2 квітня 1945      | 11 червня 1945     | Велика A       |
| B-29-36-MO 44-27303 | 71 | Джаббіт ІІІ    | B-6    | Май. Джон Вільсон     | 3 квітня 1945      | 11 червня 1945     | Велика A       |
| B-29-36-MO 44-27304 | 88 | Up An' Atom    | B-10   | Кап. Джордж Марквардт | 3 квітня 1945      | 17 червня 1945     | N в трикутнику |
| B-29-40-MO 44-27353 | 89 | Ґрейт Артіст   | C-15   | Кап. Чарльз Албарі    | 20 квітня 1945     | 28 червня 1945     | R в колі       |
| B-29-40-MO 44-27354 | 90 | Big Stink      | A-5*   | Підп. Томас Классен*  | 20 квітня 1945     | 25 червня 1945     | R в колі       |
| B-29-45-MO 44-86291 | 91 | Несесарі Івіл  | C-14   | Кап. Норман Рей       | 18 травня 1945     | 2 липня 1945       | R в колі       |
| B-29-45-MO 44-86292 | 82 | Енола Ґей      | B-9    | Кап. Роберт Л'юїс     | 18 травня 1945     | 6 липня 1945       | R в колі       |
| B-29-50-MO 44-86346 | 94 | Luke the Spook | C-12*  | Кап. Герман Цан*      | 15 липня 1945      | 2 серпня, 1945     | P в трикутнику |
| B-29-50-MO 44-86347 | 95 | Laggin' Dragon | A-2    | Кап. Едвард Костелло  | 15 червня 1945     | 2 серпня 1945      | P в трикутнику |

Джерело: Richard H. Campbell, The Silverplate Bombers, ISBN 0-7864-2139-8
*Екіпажі та командири літаків на 9 серпня 1945 року 

## Склад місій
| Літак         | Пілот                 | Позивний   | Завдання                              |
| Стрейт флаш   | Май. Клод Ізерлі      | Dimples 85 | Розвідка погоди (Хіросіма)            |
| Джаббіт ІІІ   | Май. Джон Вільсон     | Dimples 71 | Розвідка погоди (Кокура)              |
| Фулл Хаус     | Май. Ральф Тейлор     | Dimples 83 | Розвідка погоди (Наґасакі)            |
| Енола Ґей     | Пол. Пол Тіббетс      | Dimples 82 | Бомбардування                         |
| Ґрейт Артіст  | Май. Чарльз Свіні     | Dimples 89 | Обчислення потужності вибуху          |
| Несесарі Івіл | Кап. Джордж Марквардт | Dimples 91 | Спостереження і фотографування вибуху |
| Топ Сікрет    | Кап. Чарльз Макнайт   | Dimples 72 | Запасний — завдання не виконав        |

| Літак          | Пілот                 | Позивний   | Завдання                              |
| Енола Ґей      | Кап. Джордж Марквардт | Dimples 82 | Розвідка погоди (Кокура)              |
| Laggin' Dragon | Кап. Чарльз МакНайт   | Dimples 95 | Розвідка погоди (Наґасакі)            |
| Bockscar       | Май. Чарльз Свіні     | Dimples 77 | Бомбардування                         |
| Ґрейт Артіст   | Кап. Фредерік Бок     | Dimples 89 | Обчислення потужності вибуху          |
| Big Stink      | Май. Джеймс Гопкінс   | Dimples 90 | Спостереження і фотографування вибуху |
| Фулл Хаус      | Май. Ральф Тейлор     | Dimples 83 | Запасний — завдання не виконав        |